# Cầu Vàng
Cầu Vàng (tiếng Anh: Golden Bridge) là tên một cây cầu bộ hành dài khoảng 150 m (khoảng 490 ft) tại khu nghỉ dưỡng Bà Nà, Đà Nẵng, Việt Nam. Nằm ở độ cao khoảng 1.414 m (so với mực nước biển) trên núi Bà Nà, cầu nối liền trạm cáp treo với các khu vườn khác của khu nghỉ dưỡng. Ở giữa cầu có hai bàn tay lớn được thi công bằng lắp ráp khung xương và đắp vữa vào bên ngoài để tạo điểm nhấn cho cây cầu.
Chủ đầu tư của dự án là Tập đoàn Sun Group. Cây cầu được thiết kế bởi công ty TA Landscape Architecture (thuộc Đại học Kiến trúc Thành phố Hồ Chí Minh). Người sáng lập công ty, Vũ Việt Anh là nhà thiết kế chính của dự án tại Bà Nà hills và Trần Quang Hùng là người thiết kế cầu. Việc xây dựng bắt đầu vào tháng 7 năm 2017 và hoàn thành vào tháng 4 năm 2018 đến tháng 6 thì chính thức khánh thành.

## Thông số kỹ thuật
Cầu Vàng nằm ở độ cao 1414 m so với mực nước biển, dài khoảng 148,6 m. Cầu có tám nhịp, nhịp lớn nhất dài 21,2 m. Cầu có thêm hai bàn tay đá tạc bên cạnh, tạo dáng giống như đang nâng đỡ thân cầu, đường kính các ngón tay khoảng 2 m.
Mặt cầu được thiết kế chủ yếu từ gỗ kiềng, dày 5 cm, lan can bằng inox mạ vàng. Cầu được xây dựng từ tháng 7 năm 2017 đến tháng 4 năm 2018, đơn vị đầu từ là tập đoàn Sun Group.
Cầu là điểm nối giữa gas cáp treo Marseille tới vườn Thiên Thai và vườn hoa Le Jardin d'Amour trong khu nghỉ dưỡng Bà Nà.

## Giải thưởng và vinh danh
Tháng 5 năm 2020, bức ảnh chụp Cầu Vàng ở Đà Nẵng đã giành chiến thắng chung cuộc của cuộc thi nhiếp ảnh xoay quanh đề tài kiến trúc #Architecture2020 do ứng dụng chia sẻ ảnh Agora tổ chức.
Ngày 20 tháng 3 năm 2021, tờ Daily Mail (Anh) đã công bố kết quả khảo sát đưa ra danh sách kỳ quan thế giới mới, Cầu Vàng đứng ở vị trí đầu tiên trong danh sách.
Ngày 20 tháng 3 năm 2018, Cầu Vàng đạt giải Bạc tại Giải thưởng Kiến trúc Quốc gia 2018 với chủ đề Khuyến khích ứng dụng công nghệ tiên tiến trong các giải pháp kiến trúc.
World Travel Awards (WTA) - được mệnh danh là "giải Oscar của ngành du lịch" trao cho Cầu Vàng hai giải thưởng "Cây cầu du lịch biểu tượng hàng đầu thế giới" (World's Leading Iconic Tourist Bridge) và "Điểm thu hút du lịch biểu tượng hàng đầu thế giới" (World's Leading Iconic Tourist Attraction) 4 năm liên tiếp tính từ 2020.

## Hình ảnh

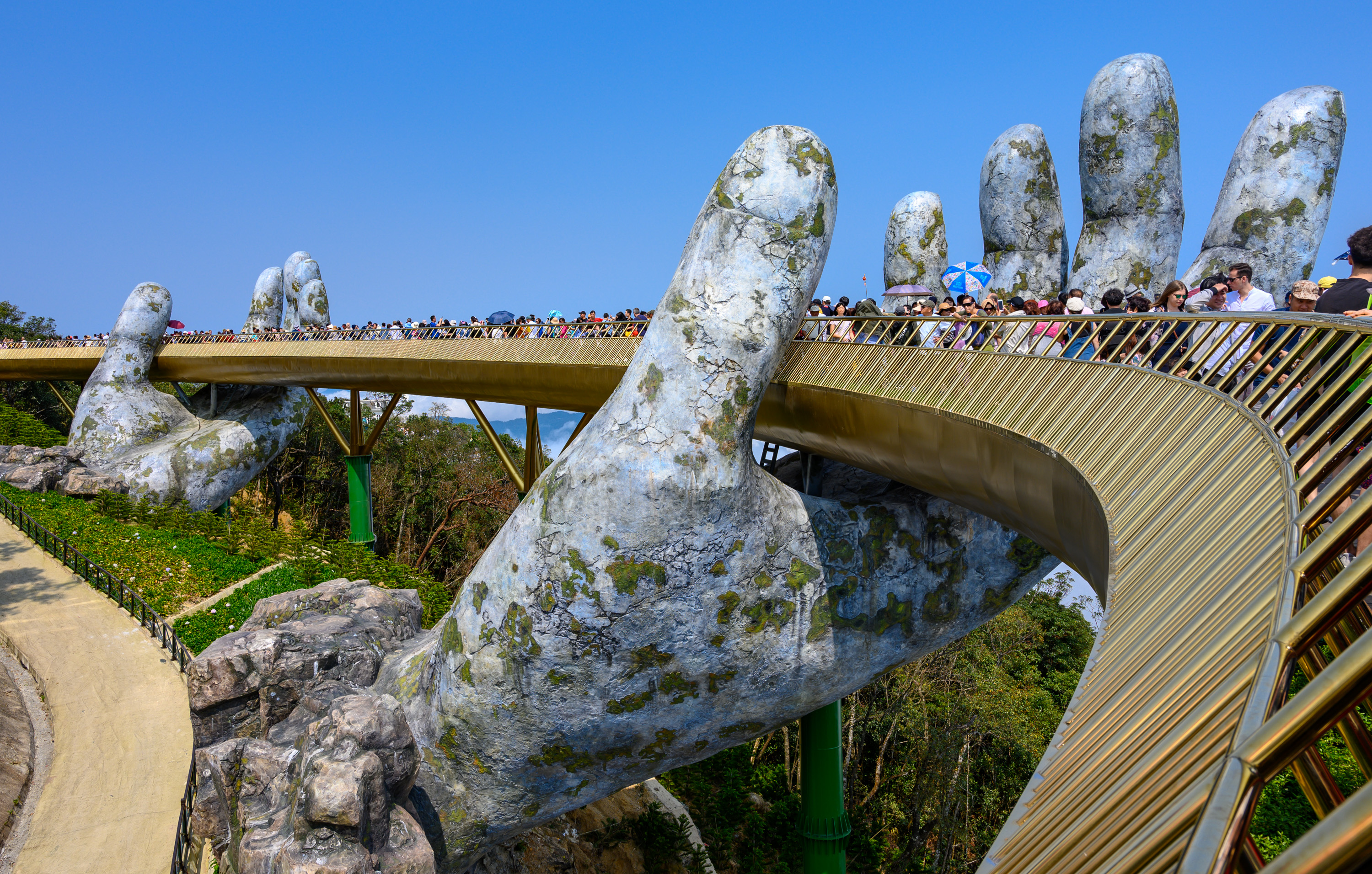
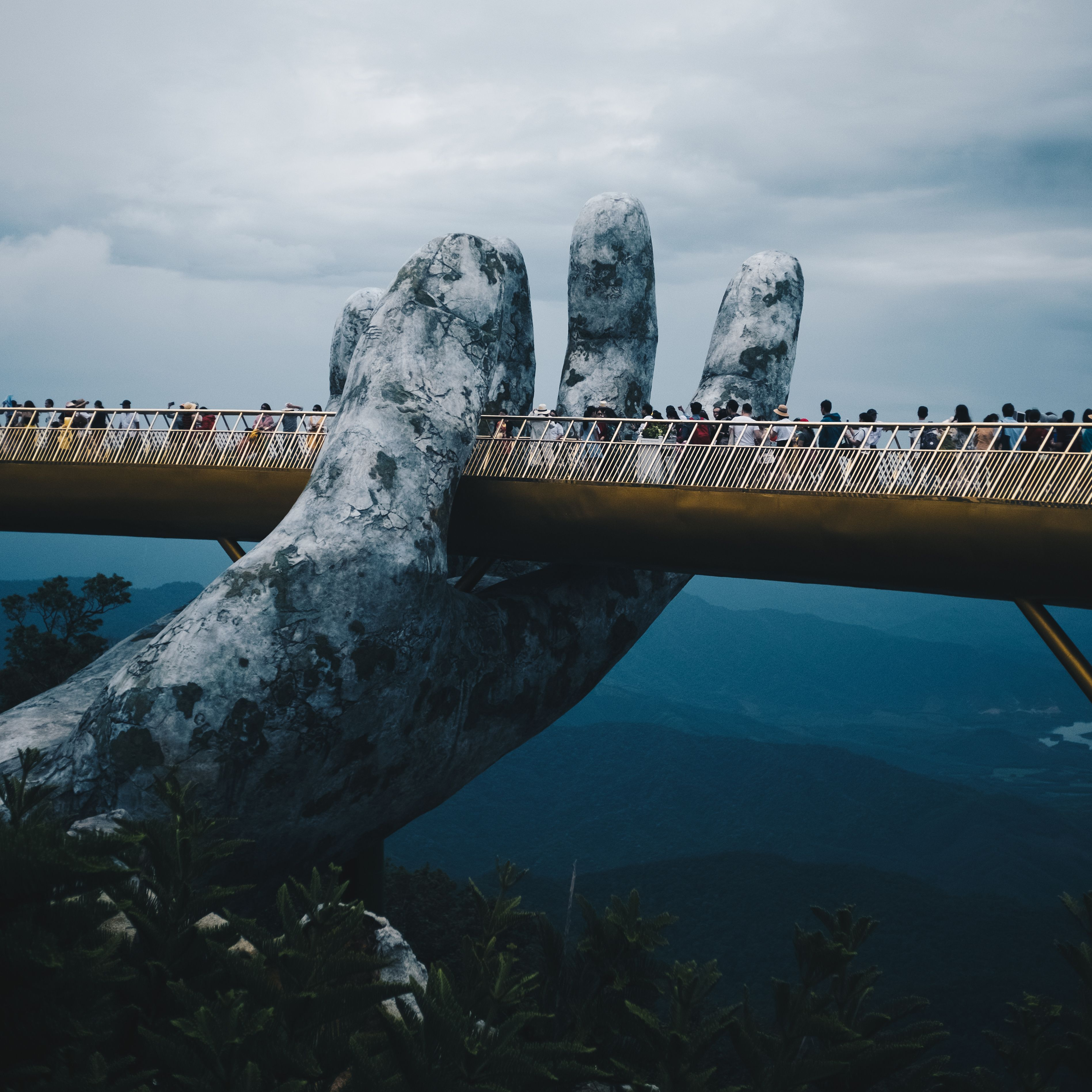
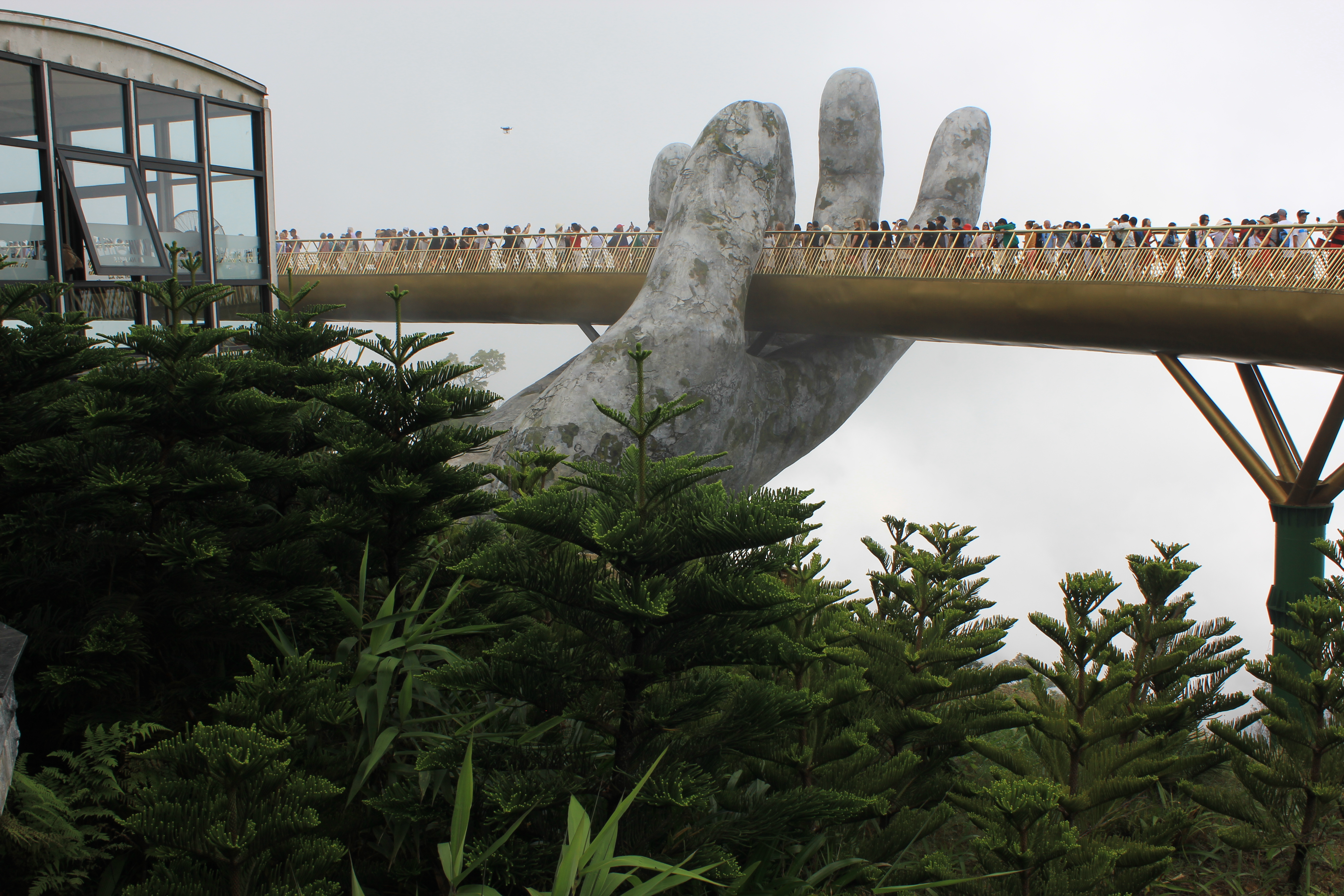